# Awonder Liang
Awonder Liang (Madison (Wisconsin), 9 d'abril de 2003) és un prodigi dels escacs estatunidenc que té el títol de Gran Mestre des de 2017.
A la llista d'Elo de la FIDE del març de 2022, hi tenia un Elo de 2613 punts, cosa que en feia el jugador número 18 dels Estats Units, i el número 185 del rànquing mundial. El seu màxim Elo va ser de 2613 punts, a la llista del febrer de 2022.

## Carrera
El 16 d'abril de 2011, després de jugar el torneig d'escacs Hales Corners Challenge a Milwaukee, Wisconsin, Awonder va esdevenir l'escaquista més jove de la història de la USCF en assolir la categoria de Chess expert, amb un ràting de 2000 a l'edat de 8 anys i 7 dies. Awonder va trencar el rècord anterior, en mans de Samuel Sevian, per 64 dies.
El 5 d'agost de 2011, a l'edat de 8 anys i 118 dies, va esdevenir el jugador més jove en batre un Mestre Internacional en partida de torneig. Va passar a la 6a ronda de l'U.S. Open a Orlando, Florida, quan Awonder va guanyar l'MI Daniel Fernandez (que tenia un Elo FIDE de 2401 en aquell moment). El rècord anterior el tenia Fabiano Caruana, i el va batre per 4 mesos i 15 dies.
El 17 de novembre de 2011, va guanyar la medalla d'or en categoria sub-8 al Campionat del món d'escacs de la joventut a Caldas Novas, Brasil. Aquesta victòria li va donar, a més del títol de campió del món sub-8, el de Mestre de la FIDE.
El 29 de juliol de 2012, va esdevenir el jugador més jove de la història en vèncer un Gran Mestre d'escacs (GM) en partida de torneig a temps estàndard. Fou a la tercera ronda del Washington International a Rockville, Maryland, quan va guanyar el GM Larry Kaufman. Awonder tenia 9 anys i 111 dies d'edat en aquell moment, i va trencar el rècord previ per dos mesos i mig. El rècord anterior el tenia Shah Hetul amb 9 anys i 6 mesos. al mateix temps, Awonder va trencar el rècord estatunidenc de jugador més jove en vèncer un GM per 10 mesos i 9 dies; el rècord anterior era en mans de Fabiano Caruana.
El 23 de març de 2013, va esdevenir la persona més jove de tots els temps en obtenir un ràting de mestre a la Federació d'Escacs dels Estats Units. Mentre jugava el Midwest Open Team Chess Festival a Dayton, Ohio, la seva victòria sobre un mestre a la segona ronda va elevar el seu ràting USCF estimat fins als 2206 punts. Liang estava a 17 dies del seu 10è aniversari en aquell moment, i va superar per 10 dies el rècord previ (de Samuel Sevian). El 2 de setembre de 2015 Maximillian Lu va trencar el rècord d'Awonder per 12 dies. Al Campionat del món de la joventut de 2013 celebrat a Al Ain, Liang va guanyar la categoria Sub-10.
El 30 de juny de 2014, a l'edat d'11 anys i 92 dies, mentre competia al 2n Annual DC International, va esdevenir l'estatunidenc més jove en assolir una norma de Mestre Internacional. Liang va obtenir la seva tercera i última norma d'MI a Dallas el 25 de novembre de 2015 als 12 anys, 7 mesos, i 6 dies, esdevenint així l'estatunidenc més jove en obtenir el títol.